# Kolkwitzie
Die Kolkwitzie (Kolkwitzia amabilis) oder der Perlmuttstrauch ist die einzige Pflanzenart der Gattung Kolkwitzia innerhalb der Familie der Geißblattgewächse (Caprifoliaceae). Die Art Kolkwitzia amabilis kommt ursprünglich aus China. Sie wurde erst verhältnismäßig spät in Mitteleuropa als Blütenstrauch bekannt und die Sorten werden heute als Ziersträucher in den gemäßigten Klimagebieten in Parks und Gärten verwendet.

## Beschreibung

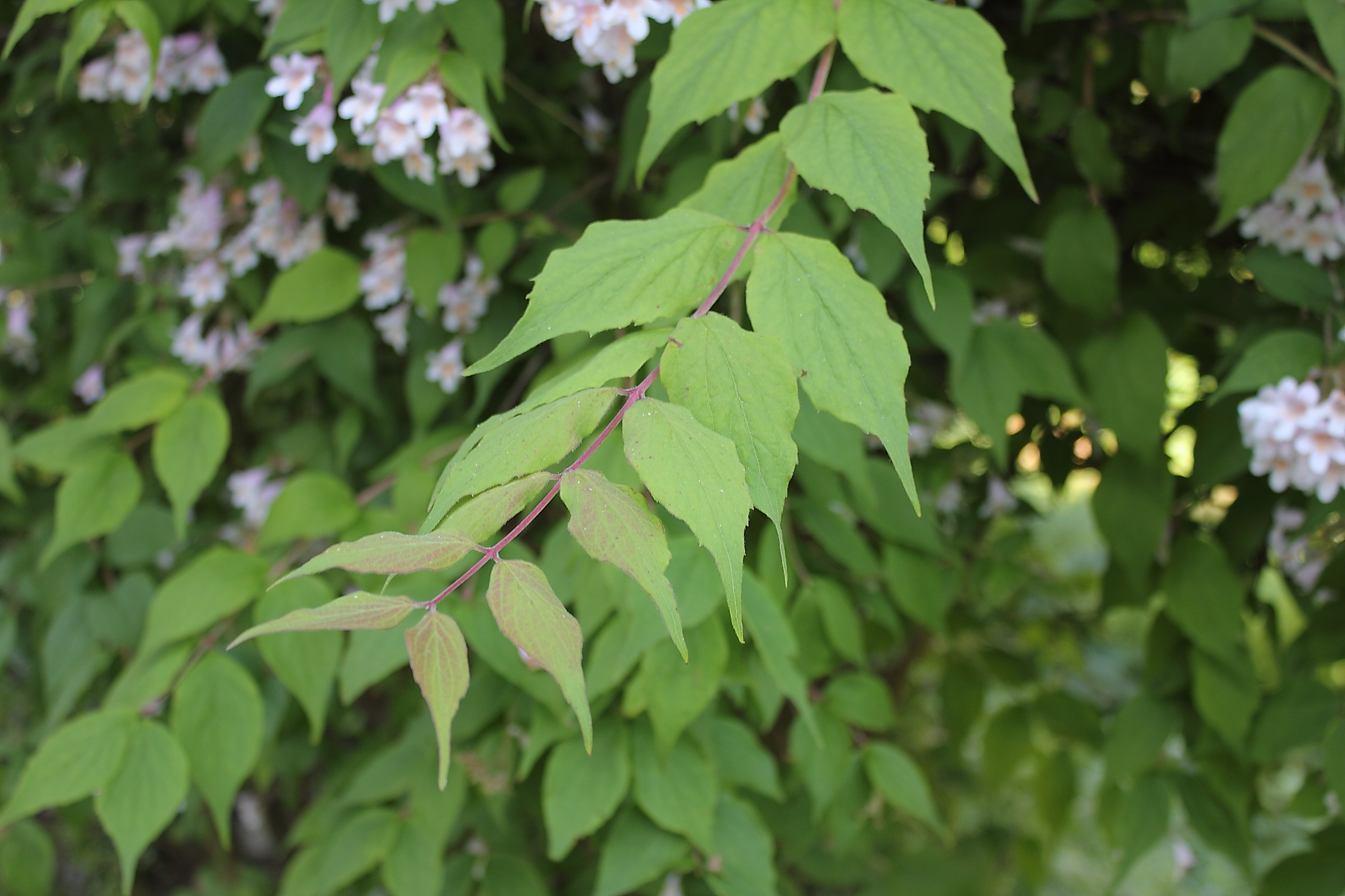
Zweig mit gegenständigen Blättern

Die Kolkwitzie ist ein sommergrüner, aufrechter Strauch, der Wuchshöhen von 3 bis 4 Meter erreicht. Die Äste besitzen eine braune, abblätternde Rinde, die in weiten Bögen übergeneigten Zweige eine anfangs fein behaarte und später glatte Rinde. Alle Knospen sind gleich groß, etwa 2 bis 5 Millimeter lang, spitz eiförmig und vom Zweig abstehend. Sie werden von vier bis fünf Paaren zugespitzter, brauner, mehr oder weniger dicht weiß behaarter Knospenschuppen bedeckt. Endknospen fehlen.
Die Laubblätter sind gegenständig angeordnet. Der Blattstiel ist 2 bis 3 Millimeter lang und borstig behaart. Die einfache Blattspreite ist eiförmig bis elliptisch und 3 bis 9 Zentimeter lang, spitz bis zugespitzt oder geschwänzt, mit gerundeter bis spitzer Basis. Der Blattrand ist entfernt gesägt bis meist ganz und bewimpert. Die Blattoberseite ist dunkelgrün und leicht behaart, die Nerven der Unterseite sind rau behaart. Nebenblätter fehlen.

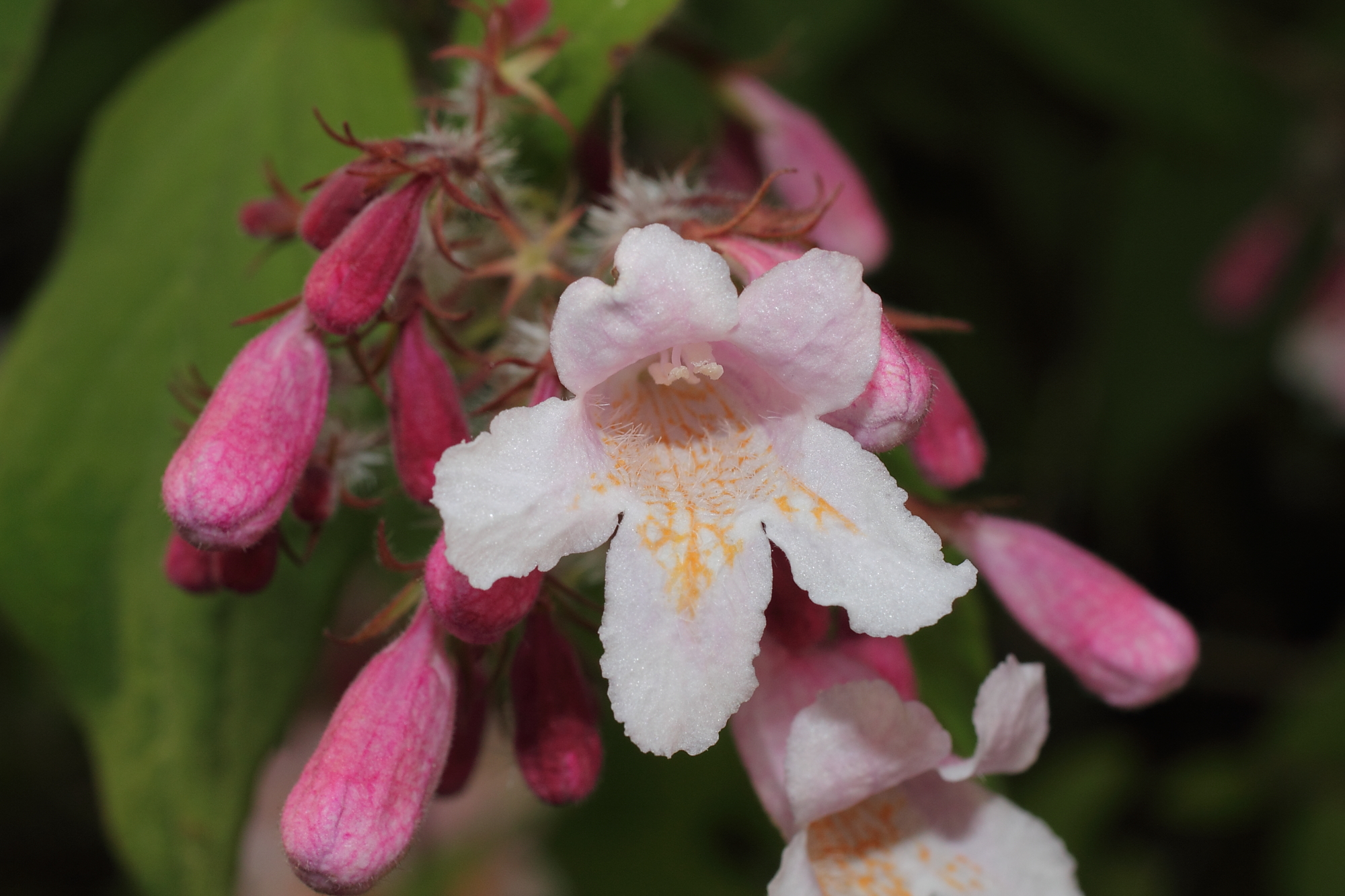
Blütenstand

Die Blüten stehen  einzeln oder paarweise in 5 bis 7 Zentimeter breiten trugdoldigen Blütenständen am Ende kurzer Seitenzweige vereinigt. Bei paarweise angeordneten Blüten stehen sie direkt über sechs Deckblättern und bei den einzeln angeordneten stehen sie über vier Deckblättern. Die mit dem Blütenbecher verwachsenen Deckblätter sind borstig behaart und teils beständig.

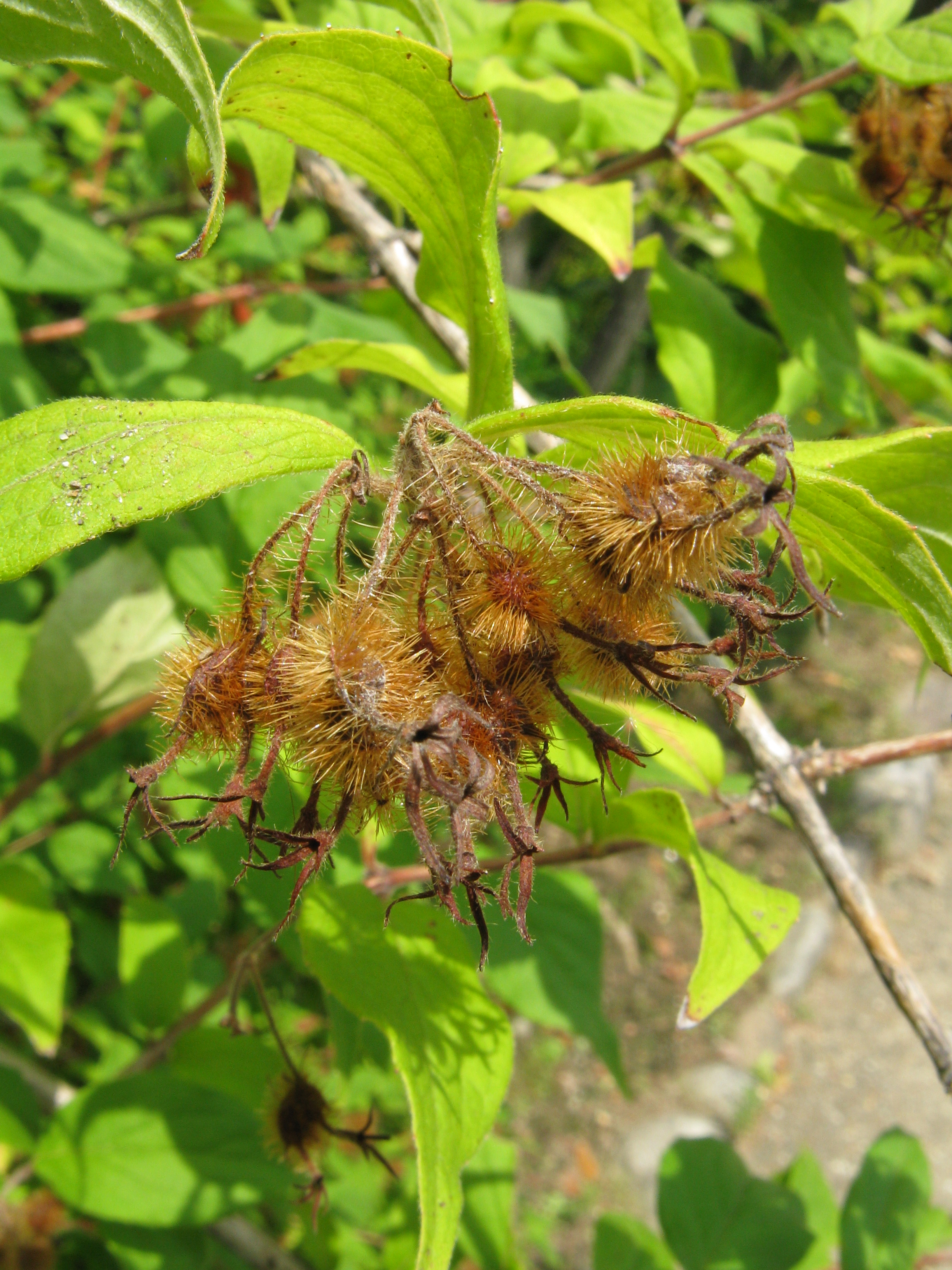
Fruchtstand mit den borstigen Diasporen

Die gestielten, zwittrigen und zygomorphen Blüten besitzen ein doppeltes Perianth. Der Blütenstiel und der flaschenförmige Blütenbecher mit schmalem, langem Hals sind borstig behaart. Die fünf beständigen, leicht behaarten, grün-rötlichen Kelchblätter sind kurz verwachsen mit spreizenden, schmalen Zipfeln. Die fünf außen zartrosa und fein behaarten, innen weißen Kronblätter sind 1,5 Zentimeter lang, glockig verwachsen mit zwei Kronlippen. Die Kronröhre ist im unteren Teil schmal und dann geweitet. Die Unterlippe endet in drei und die Oberlippe in zwei ausgebreiteten Kronlappen. Der behaarte, bärtige Kronschlund ist gelb-orange mit Saftmalen gefleckt. Die vier didynamischen, relativ kurzen Staubblätter sind eingeschlossenen. Drei oder vier Fruchtblätter sind zu einem unterständigen, drei- oder vierfächrigen Fruchtknoten mit kurzem, behaartem Griffel verwachsen, wobei nur ein oder zwei Fächer fruchtbar sind und jeweils zwei Reihen sterile, aber nur eine fertile Samenanlage enthält. Wenn die Blüten paarweise stehen, dann sind ihre Fruchtknoten miteinander verwachsen. Die flaumig behaarten Griffel sind etwa so lang wie die Kronröhre und überragen die Krone nicht; sie enden in einer kopfigen Narbe. Die Blütezeit reicht von Mai bis Juni.
Es werden 0,7 bis 1 Zentimeter lange, einsamige Schließfrüchte (Nüsschen, Achäne) gebildet. Sie sind dicht borstig behaart. An der Spitze ist der lange, schmale Blütenbecherhals mit den Kelchblättern an der Spitze und an der Basis teils die Deckblätter beständig. Die Früchte reifen von August bis September. Die Samen enthalten einen kleinen, geraden Embryo und viel Endosperm.
Die Chromosomenzahl ist 2n = 32.

## Verbreitung und Standortansprüche
Die wild selten vorkommende Kolkwitzia amabilis kommt aus den chinesischen Provinzen Anhui, Gansu, Henan, Hubei, Shaanxi, Shanxi und vielleicht Hebei.
Dort findet man sie in Höhenlagen zwischen 300 und 1300 Meter. Sie gedeiht an Berghängen, an Straßenrändern, in artenreichen Wäldern und Gehölzgruppen. Die robusten Sträucher bevorzugen mäßig trockene bis frische Böden, die schwach sauer bis alkalisch, nährstoffreich sind, vermeiden jedoch Sande und Tone. Sie gedeihen an sonnigen bis lichtschattigen Standorten und sind frosthart.
Zur Biogeographie und Phylogenetik der Linnaeoideae liegen inzwischen in einer frei zugänglichen Publikation umfangreiche Untersuchungen vor.

## Systematik

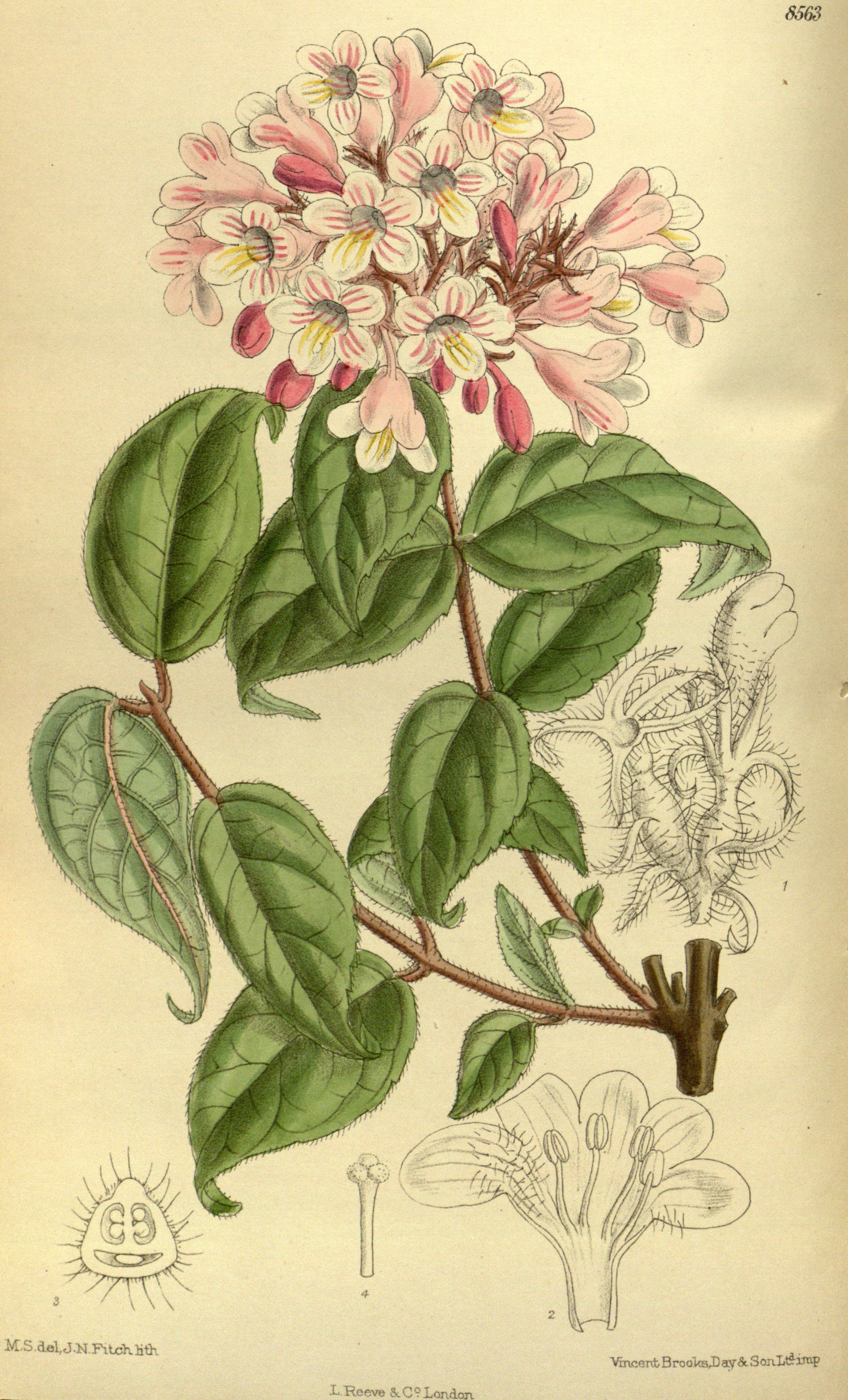
Illustration der Kolkwitzie aus Curtis’s Botanical Magazine, London, Band 140

Die Kolkwitzie (Kolkwitzia amabilis) ist die einzige Art der Gattung Kolkwitzia. Diese wird entweder zur Familie Linnaeaceae oder zur Unterfamilie Linnaeoideae innerhalb der Familie der Geißblattgewächse (Caprifoliaceae) gezählt. Synonyme sind Kolkwitzia amabilis var. calicina Pamp. und K. amabilis var. tomentosa Pamp. und Linnaea amabilis (Graebn.) Christenh.

## Botanische Geschichte
Die Kolkwitzie wurde erst spät entdeckt und war auch im alten China nicht in Kultur. Der italienische Pater Giuseppe Giraldi, der sich von 1890 bis 1895 als Missionar in der Provinz Shaanxi aufhielt, fand fruchtende Exemplare und legte davon Belege in seinem Herbarium an. Seine Sammlung schickte er nach Florenz, von wo sie zur Bestimmung an das Botanische Museum in Berlin weitergegeben wurde. Dort erkannte Karl Otto Graebner anhand der Fruchtmerkmale, dass es sich um eine neue Art und eine neue Gattung der Geißblattgewächse handelt. Er benannte die Gattung nach seinem Freund Richard Kolkwitz (1873–1956) und gab ihr das Artepitheton amabilis (Latein für „liebenswert“). Die Erstveröffentlichung zur Kolkwitzie erschien 1901 in der Flora von Central-China von Ludwig Diels im Band 29 des Botanischen Jahrbuchs.
Um 1900 sandte der Pflanzensammler Ernest Henry Wilson Samen der Kolkwitzie aus der Provinz Hubei nach England, wo sie in der Gärtnerei von Veitch and Sons ausgesät wurden. Jungpflanzen davon wurden am Botanischen Garten in Kew als Vertreter von Kolkwitzia amabilis bestimmt und 1909 im Kew Bulletin vorgestellt, obwohl die Art in England bis zu diesem Zeitpunkt nicht zur Blüte gekommen war. Die Kolkwitzie wurde „als wenig ansehnlich und nur für Liebhaber geeignet“ beschrieben. 1910 blühte der Strauch erstmals in den Gärten von Veitch und wurde nach mehreren Veröffentlichungen mit Bildern des blühenden Strauchs in England beliebt. Wilson brachte den Strauch auch in die Vereinigten Staaten, wo er als „Beauty Bush“ bekannt wurde. In Deutschland erreichte der Strauch erst um 1930 eine größere Ausbreitung, häufig wurde er erst nach dem Zweiten Weltkrieg.
Der chinesische Name dieser Pflanze ist wèi shí (猬实，Langzeichen: 猬實). Sie stammt aus einigen Provinzen in Mittel- und Nordwestchina. Es gibt keinen regionalen Unterschied für diese Bezeichnung. Wèi 猬 bedeutet „Igel“, und shí 实 bedeutet „Früchte“. Die borstig behaarte Kapsel ähnelt einem kleinen Igel. Kulturelle oder literarische Bedeutungen sind nicht bekannt.

## Verwendung
Die Sorten der Kolkwitzie werden in den Gemäßigten Gebieten aufgrund ihrer dekorativen Blüten als Zierstrauch in Parks und Gärten verwendet.